# Чемпіонат світу з фристайлу та сноубордингу 2025
Чемпіонат світу з фристайлу та сноубордингу 2025 відбувся у швейцарських містах Санкт-Моріц та Сільваплана з 18 по 30 березня 2025 року.
Загалом буде розіграно 30 комплектів нагород: 16 у фристайлі та 14 у сноубордингу.

## Результати

### Фристайл

#### Чоловіки
| Event             | Золото                           | Золото                   | Срібло                   | Срібло                  | Бронза                     | Бронза              |
| ----------------- | -------------------------------- | ------------------------ | ------------------------ | ----------------------- | -------------------------- | ------------------- |
| Акробатика        | Ное Рот Швейцарія                | 143.31                   | Квінн Делінгер США       | 123.53                  | Пірмін Вернер Швейцарія    | 107.12              |
| Могул             | Ікума Хорісіма Японія            | 89.03                    | Мікаель Кінгсбері Канада | 82.68                   | Джонг Де Юн Південна Корея | 81.76               |
| Паралельний могул | Мікаель Кінгсбері Канада         | Мікаель Кінгсбері Канада | Ікума Хорісіма Японія    | Ікума Хорісіма Японія   | Метт Грем Австралія        | Метт Грем Австралія |
| Скікрос           | Раян Режез Швейцарія             | Раян Режез Швейцарія     | Тобіас Мюллер Німеччина  | Тобіас Мюллер Німеччина | Ріо Сугай Японія           | Ріо Сугай Японія    |
| Біг-ейр           | Лука Херрінгтон Нова Зеландія    | 192.00                   | Еліас Сир'я Фінляндія    | 184.24                  | Бірк Рууд Норвегія         | 183.00              |
| Слоупстайл        | Бірк Рууд Норвегія               | 89.10                    | Мак Форханд США          | 85.53                   | Алекс Голл США             | 84.72               |
| Хафпайп           | Фінлі Мелвілл Айвз Нова Зеландія | 96.00                    | Нік Геппер США           | 94.00                   | Алекс Феррейра США         | 92.50               |

#### Жінки
| Event             | Золото                    | Золото               | Срібло                 | Срібло               | Бронза                       | Бронза                       |
| ----------------- | ------------------------- | -------------------- | ---------------------- | -------------------- | ---------------------------- | ---------------------------- |
| Акробатика        | Кайла Кун США             | 105.13               | Сюй Ментао КНР         | 99.16                | Деніелл Скотт Австралія      | 96.93                        |
| Могул             | Перрін Лаффон Франція     | 77.92                | Хінако Томітака Японія | 75.15                | Майя Швінгаммер Канада       | 74.92                        |
| Паралельний могул | Джелін Кауф США           | Джелін Кауф США      | Тесс Джонсон США       | Тесс Джонсон США     | Анастасія Городько Казахстан | Анастасія Городько Казахстан |
| Скікрос           | Фанні Сміт Швейцарія      | Фанні Сміт Швейцарія | Кортні Гоффос Канада   | Кортні Гоффос Канада | Даніела Маєр Німеччина       | Даніела Маєр Німеччина       |
| Біг-ейр           | Флора Табанеллі Італія    | 176.75               | Сара Геффлін Швейцарія | 170.75               | Анні Карава Фінляндія        | 167.75                       |
| Слоупстайл        | Матільд Гремо Швейцарія   | 85.65                | Лара Вольф Австралія   | 73.33                | Меґан Олдем Канада           | 70.63                        |
| Хафпайп           | Зої Аткін Велика Британія | 93.50                | Лі Фанхуей КНР         | 93.00                | Кессі Шарп Канада            | 88.00                        |

#### Змішана команда
| Event      | Золото                                        | Золото                          | Срібло                                                       | Срібло                                  | Бронза                                        | Бронза                      |
| ---------- | --------------------------------------------- | ------------------------------- | ------------------------------------------------------------ | --------------------------------------- | --------------------------------------------- | --------------------------- |
| Акробатика | США Кайла Кун Квінн Делінгер Крістофер Лілліс | 344.63                          | Україна Ангеліна Брикіна Олександр Окіпнюк Дмитро Котовський | 312.35                                  | Швейцарія Ліна Козомара Ное Рот Пірмін Вернер | 281.43                      |
| Скікрос    | Швейцарія Раян Режез Фанні Сміт               | Швейцарія Раян Режез Фанні Сміт | Франція Мелвін Чікнаворян Жад Гріє Обер                      | Франція Мелвін Чікнаворян Жад Гріє Обер | Італія Янік Ганш Жолі Галлі                   | Італія Янік Ганш Жолі Галлі |

### Сноубординг

#### Чоловіки
| Дисципліни                     | Золото                   | Золото                   | Срібло                      | Срібло                      | Бронза                      | Бронза                      |
| ------------------------------ | ------------------------ | ------------------------ | --------------------------- | --------------------------- | --------------------------- | --------------------------- |
| Біг-ейр                        | Рьома Кімата Японія      | 175.75                   | Тайґа Хасеґава Японія       | 174.50                      | Олівер Мартін США           | 171.75                      |
| Хафпайп                        | Скотті Джеймс Австралія  | 95.00                    | Рука Хірано Японія          | 92.25                       | Юто Тоцука Японія           | 92.50                       |
| Слоупстайл                     | Ліам Брерлі Канада       | 90.15                    | Су Їмін КНР                 | 85.07                       | Олівер Мартін США           | 78.98                       |
| Паралельний гігантський слалом | Роланд Фішналлер Італія  | Роланд Фішналлер Італія  | Штефан Баумайстер Німеччина | Штефан Баумайстер Німеччина | Лі Сан Хо Південна Корея    | Лі Сан Хо Південна Корея    |
| Паралельний слалом             | Тервел Замфіров Болгарія | Тервел Замфіров Болгарія | Арвід Онер Австрія          | Арвід Онер Австрія          | Аарон Марч Італія           | Аарон Марч Італія           |
| Сноубордкрос                   | Еліот Ґронден Канада     | Еліот Ґронден Канада     | Лоан Боццоло Франція        | Лоан Боццоло Франція        | Алессандро Геммерле Австрія | Алессандро Геммерле Австрія |

#### Жінки
| Дисципліни                     | Золото                             | Золото               | Срібло                         | Срібло                         | Бронза                                | Бронза                                |
| ------------------------------ | ---------------------------------- | -------------------- | ------------------------------ | ------------------------------ | ------------------------------------- | ------------------------------------- |
| Біг-ейр                        | Кокомо Мурасе Японія               | 162.50               | Рейра Івабучі Японія           | 156.00                         | Марі Фукада Японія                    | 153.25                                |
| Хафпайп                        | Клое Кім США                       | 93.50                | Сара Сімідзу Японія            | 90.75                          | Міцукі Оно Японія                     | 88.50                                 |
| Слоупстайл                     | Зої Садовскі-Синнотт Нова Зеландія | 90.15                | Кокомо Мурасе Японія           | 87.02                          | Рейра Івабучі Японія                  | 83.55                                 |
| Паралельний гігантський слалом | Естер Ледецька Чехія               | Естер Ледецька Чехія | Цубакі Мікі Японія             | Цубакі Мікі Японія             | Александра Круль Польща               | Александра Круль Польща               |
| Паралельний слалом             | Цубакі Мікі Японія                 | Цубакі Мікі Японія   | Естер Ледецька Чехія           | Естер Ледецька Чехія           | Мішель Деккер Нідерланди              | Мішель Деккер Нідерланди              |
| Сноубордкрос                   | Мікела Мойолі Італія               | Мікела Мойолі Італія | Шарлотта Бенкс Велика Британія | Шарлотта Бенкс Велика Британія | Жулія Перейра де Соуза Мабіло Франція | Жулія Перейра де Соуза Мабіло Франція |

#### Змішана команда
| Дисципліни         | Золото                                             | Срібло                                | Бронза                                     |
| ------------------ | -------------------------------------------------- | ------------------------------------- | ------------------------------------------ |
| Паралельний слалом | Італія Мауріціо Бормоліні Еліза Кафонт             | Італія Габріель Месснер Ясмін Коратті | Австрія Андреас Проммеґґер Сабіна Шоффманн |
| Сноубордкрос       | Франція Лоан Боццоло Жулія Перейра де Соуза Мабіло | Австралія Кемерон Болтон Міа Кліфт    | Швейцарія Валеріо Юд Сіна Зігенталер       |